# Arboreto Nacional de Corea

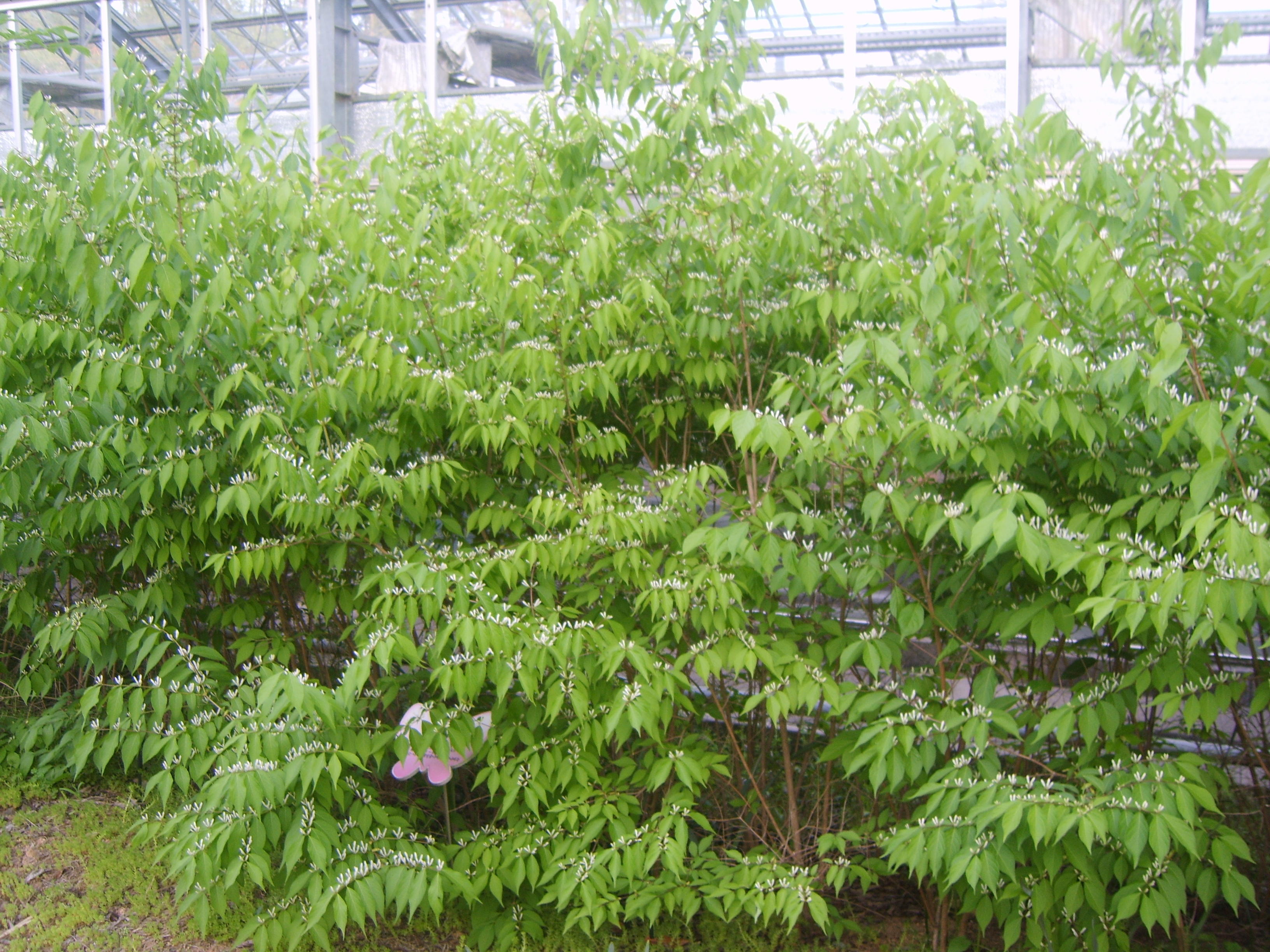
Lonicera maackii en Hampyung, Corea.

El Arboreto nacional de Corea es un arboreto de ciento dos hectáreas de extensión, de administración estatal, en la provincia de Gyeonggi, en Corea del Sur. Pertenece como miembro al Botanic Gardens Conservation International (BGCI), su código de reconocimiento internacional como institución botánica, así como las siglas de su herbario es KNKA.

## Localización
Korea National Arboretum, 51-7 Jikdong-Ri, Soheul-Eup, Pocheon-Si, Gyeonggi-Do 487-821 South Korea-Corea del Sur.
- Promedio Anual de Lluvias: 1000 mm.
- Altitud: 100.00 metros.

## Historia
El arboreto nacional de Corea (KNA) se ubica en el bosque de Gwangneung, entre Namyangju-si y el Pocheon-si, en la provincia de Gyeonggi. Gwangneung era un bosque real, que rodea el mausoleo de rey Sejo de la dinastía de Chosun. Así, durante los pasados 500 años se ha administrado estrictamente para reducir al mínimo el impacto humano en el medio ambiente. 
El arboreto de Gwangneung, que pertenece al Instituto de Silvicultura de Corea, fue establecido en 1987 y ha estado abierto al público desde entonces. El 24 de mayo de 1999, se convirtió en el "Arboreto Nacional de Corea".

## Colecciones
El arboreto alberga unas 3,344 especies de plantas nativas e introducidas, que se articulan en 16 jardines temáticos;

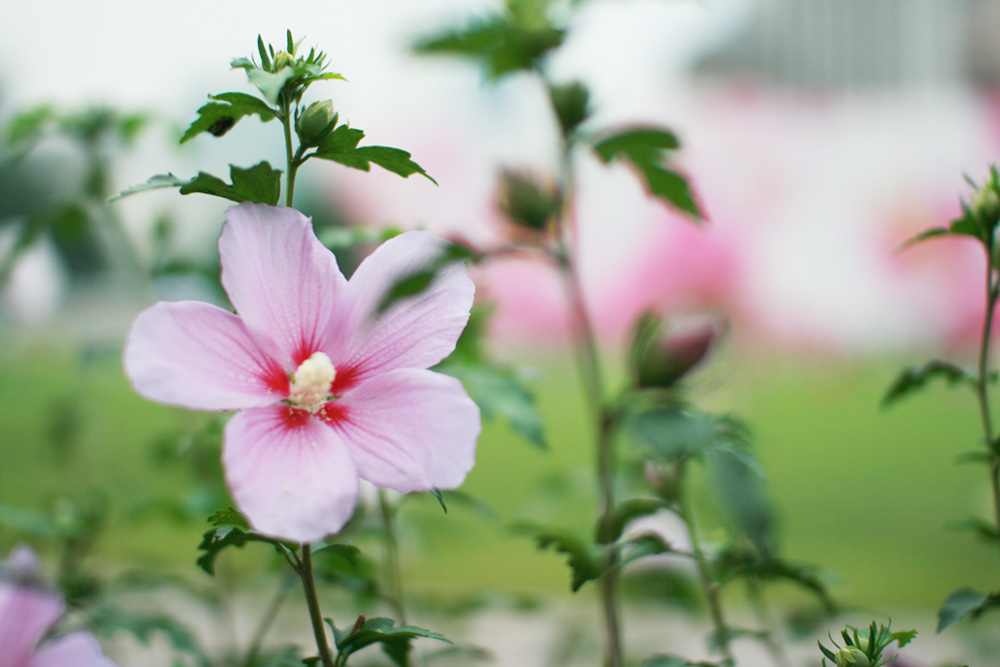
Rosa de sharon Hibiscus syriacus la flor nacional de Corea del Sur.

- Colecciones de coníferas, con 135 spp. y cultivares,
- Colección de árboles y arbustos caducifolios y perennifolios
- Colección de plantas acuáticas,
- Humedales
- Plantas trepadoras
- Colección de hierbas
- Plantas ornamentales
- Alpinum
- Plantas medicinales
- Plantas de cosechas
- Museo del bosque,
- Zoológico del bosque
- Herbario
- Banco de germoplasma

Son de destacar las colecciones de Paeonia (196 cv.), Hibiscus (120 cv.), Umbelliferae (67 taxones), 

## Actividades
La misión del arboreto es la de conservar y desarrollar recursos de las plantas mediante la investigación comprensiva, promover la comprensión de los bosques entre el público en general y conservar la biodiversidad en el bosque de Gwangneung. 
Para llevar a cabo estos objetivos, en este centro se despliegan una serie de actividades a lo largo de todo el año:
- Programas de conservación
- Programa de mejora de plantas medicinales
- Programas de conservación « Ex Situ »
- Biotecnología
- Estudios de nutrientes de plantas
- Ecología
- Conservación de Ecosistemas
- Programas educativos
- Etnobotánica
- Exploración
- Horticultura
- Restauración Ecológica
- Sistemática y Taxonomía
- Sostenibilidad
- Farmacología
- Mejora en la agricultura
- Index Seminum
- Exhibiciones de plantas especiales
- Sociedad de amigos del arboreto
- Cursos para el público en general